# Josebias Quilo Noriega

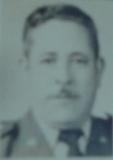

Josebias Quilo Noriega (Ciudad de Guatemala, 27 de septiembre de 1923-26 de febrero de 1978) fue un compositor guatemalteco. Perteneció al ejército, siendo Teniente Escalafonado. También formó parte de la Asociación Guatemalteca de autores y compositores. Como amante de la música uno de sus pasatiempos era tocar la marimba. Otro pasatiempo que lo hacía sentirse vivo fueron las artes taurinas, ya que en su juventud fue torero, hecho por el cual viajó en repetidas ocasiones al país vecino, México.

## Obras
- "Patria Grande", marimba, visita enlace canción # 9[1]

- "Mejor será llorar" versión ranchera,
- "Un poco más" vals.

La intérprete de varias de sus canciones ha sido Alicia Azurdia, cantante guatemalteca de música vernácula que ha realizado giras por diversos países, actuando en Los Ángeles y varias ciudades de Estados Unidos en donde ha hecho homenajes a dicho compositor.[cita requerida]
Las letras de sus canciones han sido publicadas en el libro Canciones de autores guatemaltecos de Alicia Azurdia. con el nombre de Josibias Quilo